# Антоний Цециний Сабин
Антоний Цециний Сабин (на латински: Antonius Caecinius Sabinus) е политик на Римската империя през началото на 4 век.
През 316 г. Сабин е консул заедно с Ветий Руфин.
Баща е на Цецина Сабин. 